# XIII SS-Armeekorps
Il XIII. SS-Armeekorps fu un'unità militare formata nell'agosto del 1944 a Breslavia. Fu poi spostato in Francia, sul fronte occidentale. Dalla fine dell'aprile 1945, il XIII SS-Armeekorps veniva trasferito in Cecoslovacchia e successivamente sul Danubio nei pressi di Regen.

## Comandanti
| Grado            | Nome           |
| SS-Gruppenführer | Hermann Priess |
| SS-Gruppenführer | Max Simon      |

## Ordine di battaglia
| Nome unità                                              |
| 17. SS-Panzergrenadier-Division "Götz von Berlichingen" |
| 38. SS-Grenadier-Division "Nibelungen"                  |
| SS-Korps-Nachrichten-Abteilung 113                      |
| SS-Korps-Artillerie-Abteilung 113                       |
| SS-Kraftfahrkompanie 113                                |
| SS-Feldgendarmerie-Truppe 113                           |
| SS-Kampgruppe Trümmler                                  |

## Teatri d'operazione
| Luogo    | Data                        |
| Lorena   | agosto 1944 - novembre 1944 |
| Germania | dicembre 1944 - maggio 1945 |